# Polster-Kissenmoos

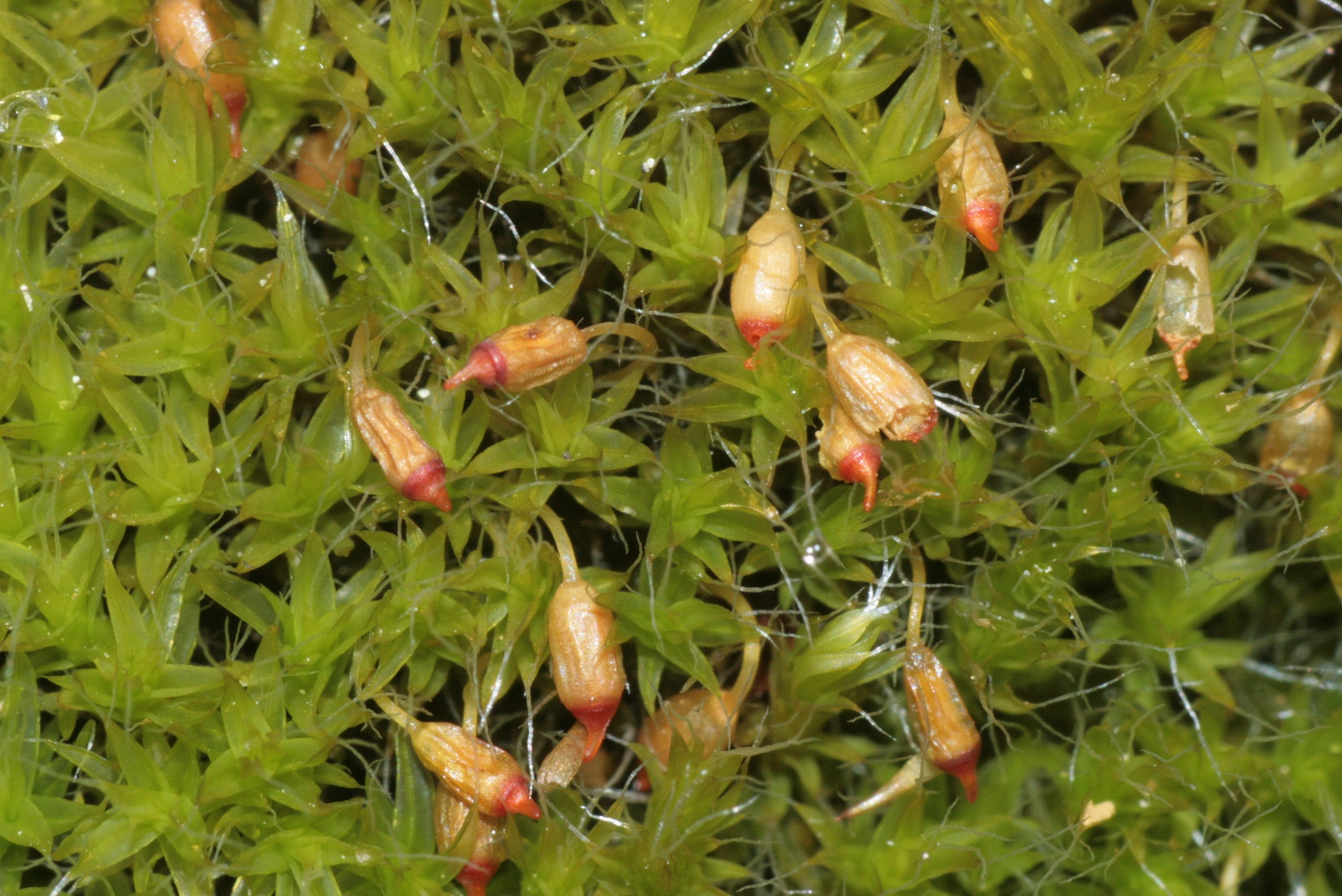
Reife Kapseln

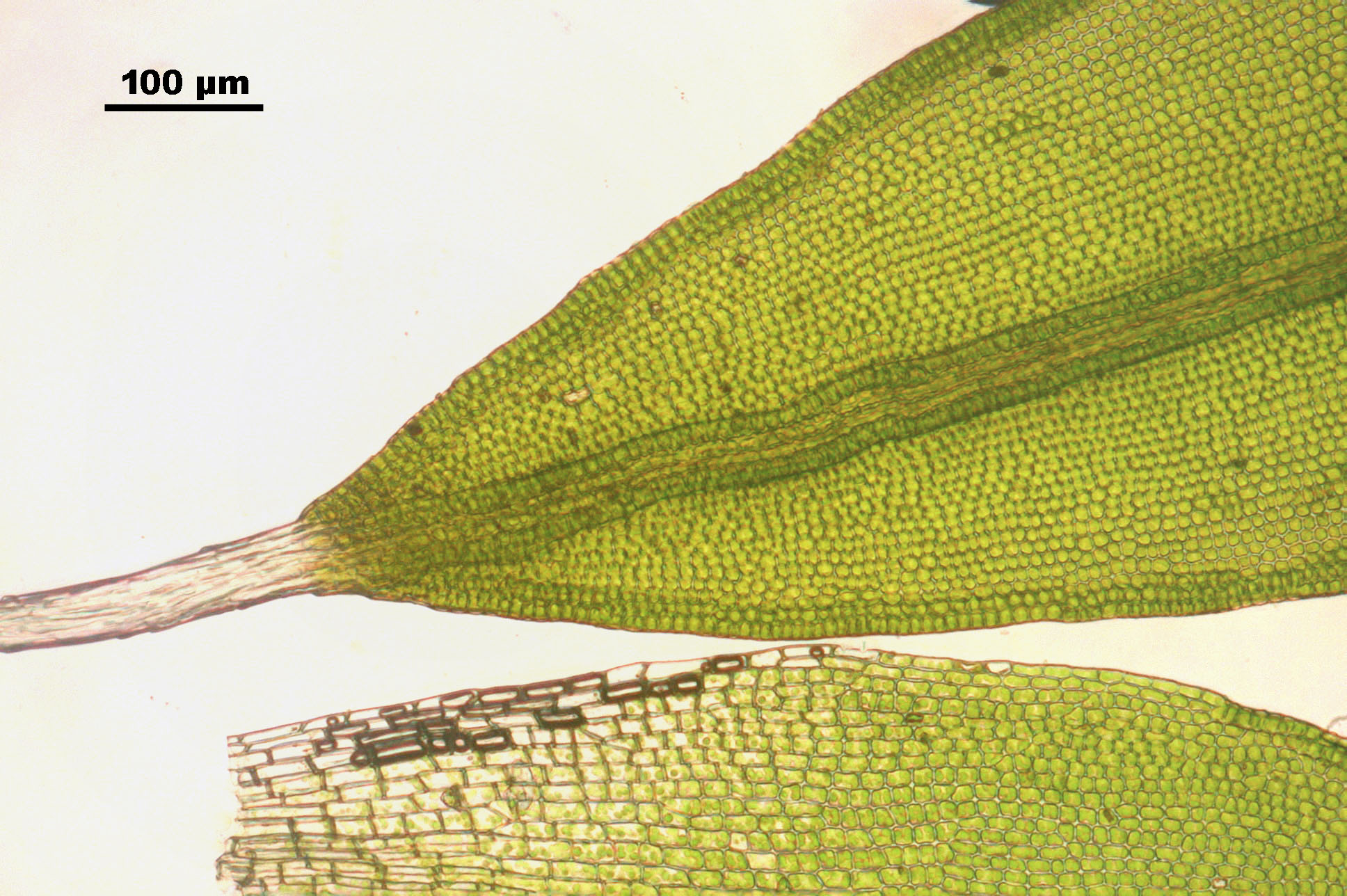
Blattgrundzellen 2–4 Mal länger als breit

Das Polster-Kissenmoos (Grimmia pulvinata) ist ein leicht kenntliches Laubmoos aus der Familie der Grimmiaceae. Es ist ein in mitteleuropäischen Städten häufiges Moos.

## Merkmale
Das Moos bildet meist kleinere, kompakte Kissen, die sowohl im trockenen als auch im feuchten Zustand schwärzlich bis blaugrün sind und grau schimmern. Die aufrechten, 1 bis 2 Zentimeter langen Stängel der Gametophyten sind gabelig verzweigt.
Die spiralig angeordneten, länglich lanzettlichen Blätter sind trocken leicht aufgebogen und aufrecht bis anliegend, in feuchtem Zustand abstehend, 2 bis 3 Millimeter lang, nicht faltig, mit weit umgerolltem, ganzem Rand und deutlicher Rippe. Ihre Spitze ist schwach abgestumpft, aus ihr tritt unvermittelt ein weißes, langes, glattes Glashaar aus. Die Zellen in der Blattmitte sind rundlich bis quadratisch, mit stark verdickter Wand, am Blattgrund sind sie 2–4 mal länger als breit.
Der bräunliche, 2 bis 5 Millimeter lange, aus der Stammspitze und so aus dem Mooskissen herausragende Sporophyt ist anfangs herabgebogen, zur Reife richtet er sich auf. Die hängende bis waagrechte, braune Kapsel ist kugelig bis eiförmig und hat acht bis zehn Längsrippen und sechzehn warzige, rote, an ihrer Spitze häufig zwiegespaltene Zähne. Der mützenförmige Kapseldeckel ist kurzgeschnäbelt und durch eine Mittelsäule emporgehoben. Die gelappte Kapselhaube (Kalyptra) ist ebenfalls mützenförmig.
Das Polster-Kissenmoos ist eine der gegen Trockenheit resistentesten Moosarten in Mitteleuropa, es verträgt Austrocknung bis zur kompletten Wasserlosigkeit.

## Vorkommen
Die sehr häufige Art wächst meist auf kalkhaltigen Gesteinen jeglicher Art, natürlich auf kalkreichen Felsen und Gesteinsschutt, in Siedlungen auf Mauern und Dächern, selten findet es sich auch auf Bäumen, nie aber auf Erdboden. Polster-Kissenmoose bevorzugen besonnte, trockene Standorte in Höhenlagen von 0 bis 1000 Metern.

## Moos des Jahres 2007
Das Polster-Kissenmoos wurde von der Bryologisch-lichenologischen Arbeitsgemeinschaft für Mitteleuropa zum Moos des Jahres 2007 gewählt. Mit der Wahl soll auf die physiologische Leistung von Moosen aufmerksam gemacht werden.

## Nachweise
1. 1 2 3 4  Dietmar Aichele, Heinz Werner Schwegler: Unsere Moos- und Farnpflanzen. Eine Einführung in die Lebensweise, den Bau und das Erkennen heimischer Moose, Farne, Bärlappe und Schachtelhalme. 6. Auflage. Franckh, Stuttgart 1974, ISBN 3-440-02826-7, S. 108.
2. ↑  Wolfgang O. Abel: Die Austrocknungsresistenz der Laubmoose. In: Österreichische Akademie der Wissenschaften, Mathematisch-Naturwissenschaftliche Klasse. Sitzungsberichte. Abteilung 1: Biologische Wissenschaften und Erdwissenschaften. Band 165, Heft 9/10, 1956, ISSN 0029-8808, S. 619–707, hier S. 683 (zobodat.at [PDF; 6,5 MB]).